# Мафін

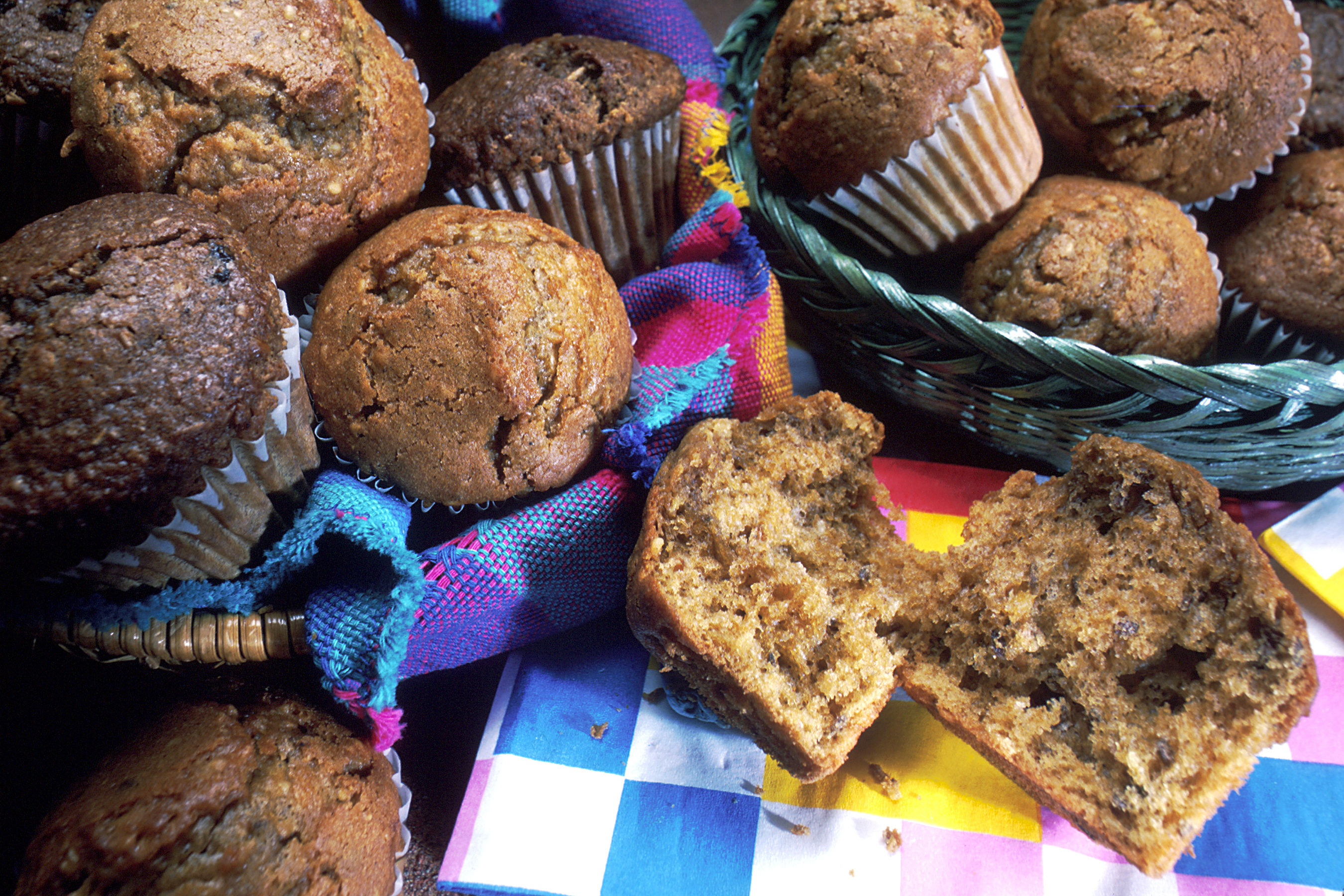

Ма́фін — американський вид кексу,маленька кругла або овальна випічка, переважно солодка, до складу якої входять різноманітні фрукти або начинки. Зазвичай мафін поміститься у долоні дорослої людини. Можна також виділити мафіни, виготовлені з кукурудзяного борошна. До мафінів додаються такі продукти, як чорниця, шоколадна стружка, малина, кориця, гарбуз, горіхи, банан, апельсин, персик, суниці, морква, лимон тощо.

Використання формочок
Для випічки мафінів часто використовують пергаментні формочки. Вони запобігають прилипання тіста до форми, полегшують процес випікання та сервірування, а також забезпечують зручність транспортування.

## Етимологія
Існує декілька версій походження назви «мафін». Одне джерело XIX століття припускає, що мафін може бути пов’язаний з грецьким хлібом maphula, «пиріг, що випікається на вогнищі або на гридлі», або від старофранцузького mou-pain, тобто «м’який хліб», яке, можливо, було змінено на mouffin. Слово вперше було знайдено в друку в 1703 році, пишеться як moofin; воно невизначеного походження, але, можливо, походить від нижньонімецького Muffen, множини від Muffe, що означає «маленький пиріг», або, можливо, має певний зв’язок із давньофранцузьким moufflet означає «м'який», як кажуть про хліб. Вираз muffin-man, що означає вуличного продавця мафінів, засвідчено у вірші 1754 року, який містить рядок: англ. "Hark! the shrill Muffin-Man his Carol plies..".

## Походження
Середньовічні мафіни швидше за все мали вигляд маленьких тістечок, як варіант кукурудзяного хліба. Прадіди сьогоднішніх мафінів були менш солодкими і не мали стільки різновидів. Оскільки випікати їх було швидко і просто, вони стали готуватись на сніданок як швидка та практична їжа. Але через те, що мафіни швидко черствіли, то у продажу вони стали з'являтися не раніше середини XX ст. Рецепти на той час були обмежені використанням декількох зернових (кукурудза, пшениця, овес) та кількох добавок (родзинки, яблука, горіхи).
Також перші мафіни випікались на дечках ромбоподібної форми, а не в круглих формочках, як це робиться сьогодні. Після винайдення круглих паперових формочок користування дечками, які потрібно було постійно чистити, припинилось і майже не використовується в наш час. Виготовлення дечок, до яких тісто не прилипає, сприяло випічці мафінів досконаліших форм, таких як тварини, святкові мафіни тощо. Але нормою вважається круглий мафін.
У 1950-х у продажі з'явилися суміші для випікання мафінів таких компаній, як Spacey's (США) та Cadbur (Велика Британія). У 60-х були спроби ототожнювати мафін з пончиками у зв'язку з можливостями розвитку бізнесу харчового франчайзингу. Почали створюватися мережі ресторанів типу кофі-хауз, які пропонували різні види мафінів. Такі мережі були переважно регіональними. Наприклад, The Pewter Pot в південній Новій Англії. В США не було зафіксовано такого типу бізнесу на національному рівні, але Australia's Muffin Break поширився до Нової Зеландії та Великої Британії, розповсюджуючи американські мафіни.

## Різновиди мафінів
Існує два типи мафінів: англійські та американські. Для виготовлення англійських мафінів використовують дріжджове тісто, а для американських — розпушувач.